# فافرتين
فافرتين (بالكردية: Fafirtîn‏) هي قرية سوريّة تتبع إداريّاً لمحافظة حلب منطقة عفرين ناحية مركز عفرين. بلغ تعداد سكانها 507 نسمة حسب التعداد السكاني لعام 2004، و735 نسمة حسب قيود السجل المدني لنهاية عام 2005.

## معرض الصور

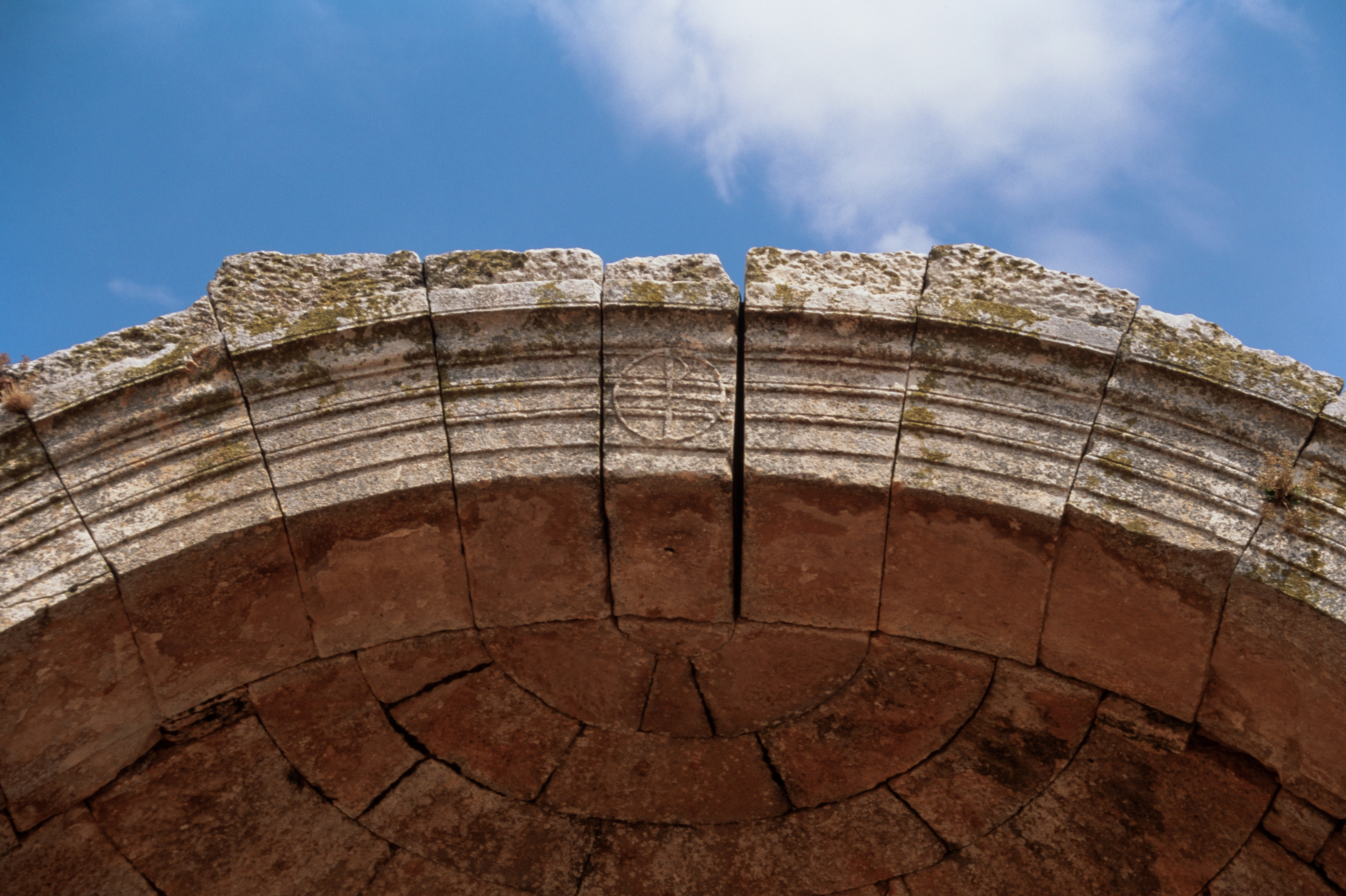
قوس النصر في كنيسة فافرتين
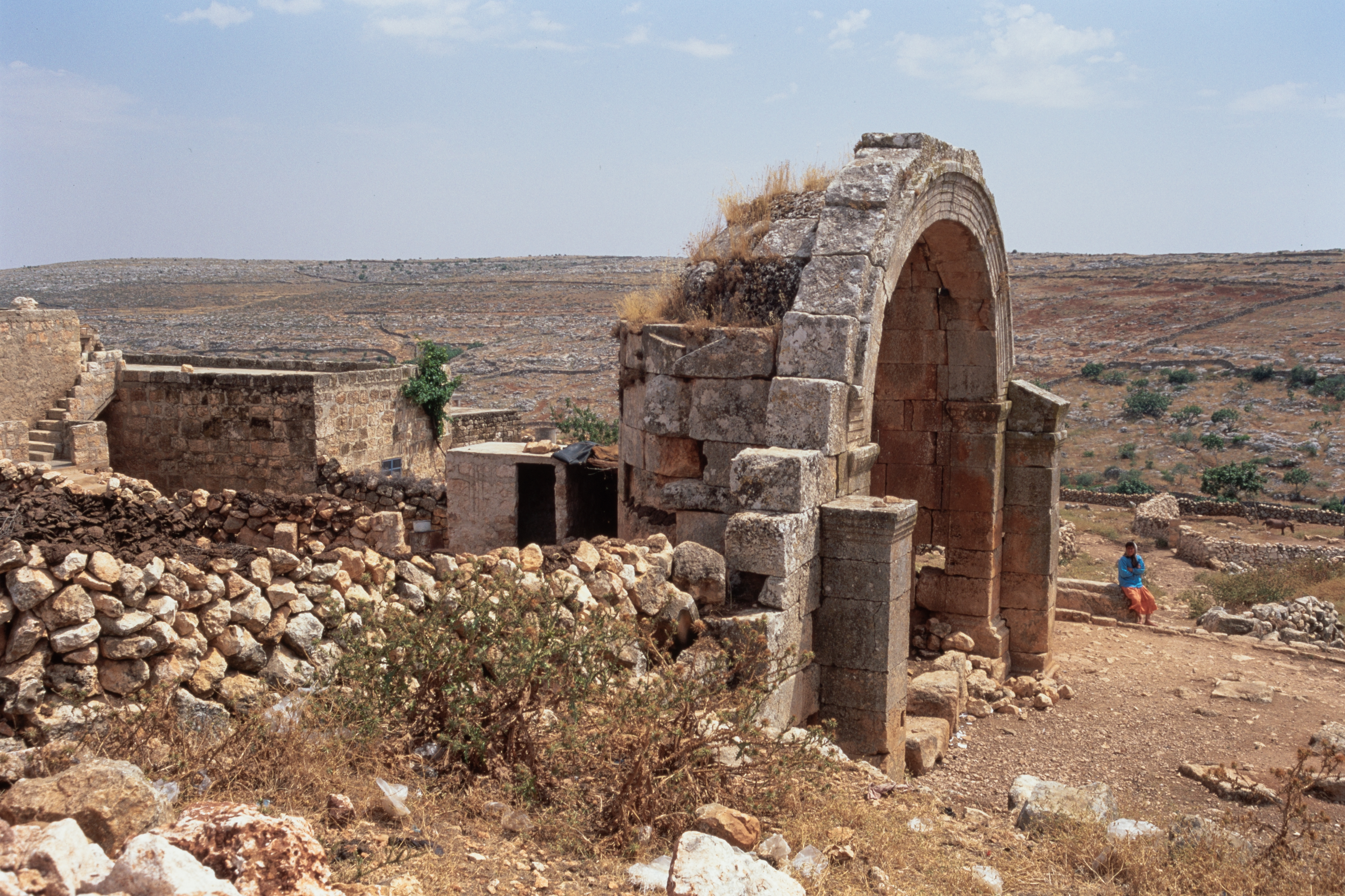
كنيسة فافرتين
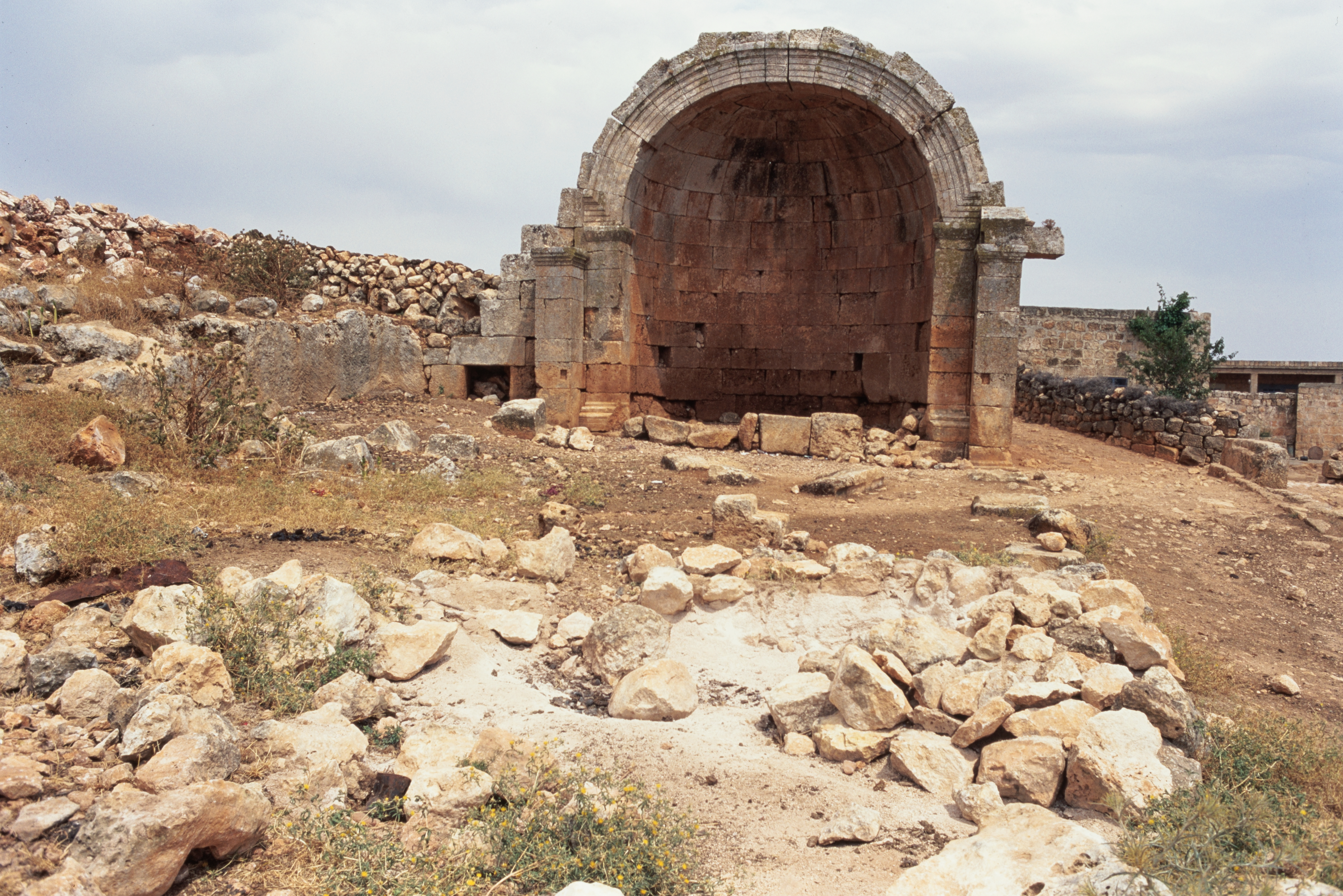
جدار حرم كنيسة فافرتين